# Rick van Veldhuizen
Rick van Veldhuizen (Haaren, 1994) is een Nederlands componist.

## Levensloop
Van Veldhuizen volgde opleidingen aan de Young Musicians' Academy van Fontys Conservatorium, het Koninklijk Conservatorium in Den Haag en het Conservatorium van Amsterdam. Hier behaalde hij in 2016 cum laude zijn bachelor bij Joël Bons en Willem Jeths. Aan de Universität der Künste in Berlijn volgde hij lessen bij Marc Sabat. In 2016 won hij met zijn symfonisch werk (Un)mensch zowel de eerste prijs als de publieksprijs in de zesde Internationale Compositie Competitie Harelbeke.
Voor de Nationale Opera componeerde hij in opdracht de mini-opera Over (2016) en I have missed you forever (2022, co-componist). In februari 2020 toerde het Nederlands Studenten Orkest met zijn compositie Unde imber et ignes. In 2022 hernam het Koninklijk Concertgebouworkest met dirigent Daniël Harding zijn opdrachtcompositie Mais le corps taché d'ombres (2019) en voerde deze uit in o.a. Spanje, het Verenigd Koninkrijk en Abu Dhabi. 
Van Veldhuizen woont en werkt in Amsterdam.

## Composities
- 2011 – Reflections in a breaking glass door voor blaasensemble
- 2012 – Weltjugend U6 [1984] voor rietkwintet en elektronica
- 2014 – Lacrimosa voor koor, orgel, harmonium, celesta en elektronica
- 2015 – (Un)mensch voor symfonisch blaasorkest
- 2016 – Over (libretto: Saar Ponsioen), mini-opera
- 2016 – τίνι σώματι; voor ensemble
- 2016 – De formation voor ensemble
- 2018 – Cōnflārī voor cello, orgel en piano
- 2019 – Mais le corps taché d'ombres voor harp en strijkorkest
- 2020 – Unde imber et ignes voor sopraan en groot orkest
- 2022 – I have missed you forever (co-componist, libretto: Sarah Sluimer, Alma Mathijsen, Esther Mugambi), opera
- 2022 – Les grillons sont d'exquises bruiteurs voor twee pianisten en slagwerker
- 2022 – Vie di scampo voor barokensemble en elektronica
- 2022 – Ausschweifungen voor koor en orkest